# Creglingen
Creglingen là một thị xã ở Main-Tauber district of Baden-Württemberg, Đức. Người Celt đã lập thị trấn này vào khoảng năm 200 và 100 trước Công nguyên và họ đã canh tác ở khu vực cao nguyên và thung lũng xung quanh. Năm 1349, Creglingen trở thành thị xã từ chỉ dụ của vua Đức Kaiser Karl IV.
Thị xã Creglingen gồm các khu phố sau (từ cuộc cải tổ đô thị năm 1972): Archshofen, Blumweiler, Craintal, Erdbach, Finsterlohr (together with the villages Schonach, Burgstall and Seldeneck), Frauental, Freudenbach, Münster, Niederrimbach, Oberrimbach, Lichtel, Reinsbronn, Reutsachsen, Schirmbach, Schmerbach, Schön, Schwarzenbronn, Waldmannshofen (cùng với làng Sechselbach và các làng nhỏ Fuchshof und Seewiesenhof), Wolfsbuch, Weiler.